# 糖アルコール
| 名称                                                                                               | 甘みの強さの比 | カロリー (kcal/g) | 甘みの強さと カロリーの比 |
| -------------------------------------------------------------------------------------------------- | -------------- | ----------------- | ------------------------- |
| エリトリトール                                                                                     | 0.7 [1]        | 0.2 [1]           | 3.5                       |
| グリセリン                                                                                         | 0.6 [3]        | 4.3 [3]           | 0.14                      |
| HSH                                                                                                | 0.4–0.9 [1]    | 3.0 [1]           | 0.13–0.3                  |
| イソマルト                                                                                         | 0.5 [1]        | 2.0 [1]           | 0.25                      |
| ラクチトール                                                                                       | 0.4 [1]        | 2.0 [1]           | 0.2                       |
| マルチトール                                                                                       | 0.9 [1]        | 2.1 [1]           | 0.43                      |
| マンニトール                                                                                       | 0.5 [2]        | 1.6 [1]           | 0.31                      |
| ソルビトール                                                                                       | 0.6 [1]        | 2.6 [1]           | 0.23                      |
| キシリトール                                                                                       | 1.0 [2]        | 2.4 [1]           | 0.42                      |
| スクロース （比較）                                                                                | 1.0            | 4.0               | 0.25                      |
| 出典 [1] Calorie Control Council [2] Antonio Zamora, "Carbohydrates" [3] Jeremy Keough, "Glycerol" |                |                   |                           |

糖アルコール（とうアルコール、sugar alcohol）は、アルドースやケトースのカルボニル基が還元されて生成する糖の一種である。広義にはポリヒドロキシシクロアルカンであるシクリトール (cyclitol) も含む。また、アルドースの還元によって生じた糖アルコールは特にアルジトールという。
甘味があるものが多く、小腸から体内への吸収が悪くカロリーになりにくい低カロリー甘味料として用いられるものがある。また口内細菌による酸への代謝がされにくいため、虫歯になりにくい甘味料という効能がうたわれているものもある。長鎖脂肪酸のエステルの中には乳化剤として使用されるものがある。加熱しても褐色化やキャラメル化が起こらない。

## 食品添加物としての糖アルコール
血液中には完全に吸収されないので「普通の」砂糖と比べ血糖値の上昇が小さい。この性質のため糖尿病や低炭水化物ダイエットを行っている人たちに好んで利用される。しかしながら、他の完全に消化されない物質（食物繊維など）と同様に、小腸で吸収されないため、糖アルコールを過剰に摂取すると鼓腸や下痢の原因となる。継続的に摂取するとほとんどの場合ある程度の耐性を生じ、これらの症状は見られなくなる。例外としてエリトリトールは小腸で吸収され、そのまま尿に排出されるので普通に摂取する濃度で副作用は起こらない。
広く利用されている糖アルコールについて、甘みの強さの比とカロリー量を表に示した。糖アルコールのカロリーは種類によってまちまちだが、欧州連合 (EU) ではすべての糖アルコールに対し一律に 2.4 kcal/g という値を表示することが義務付けられている。
現在のところ、医学的研究によれば、糖アルコールは健康的な食生活の一部として利用できる。

## 天然に産生するアルジトール
| 分類                    | 物質名                             | 産生                           |
| ----------------------- | ---------------------------------- | ------------------------------ |
| トリトール C3H5(OH)3    | グリセリン                         | 油脂                           |
| テトリトール C4H6(OH)4  | エリトリトール                     | サクラソウの根、地衣類、藻類   |
| テトリトール C4H6(OH)4  | D-トレイトール                     | 食用キノコ                     |
| テトリトール C4H6(OH)4  | L-トレイトール                     | L-ソルボースを与えた植物       |
| ペンチトール C5H7(OH)5  | D-アラビニトール                   | 地衣類、キノコ、アボカド       |
| ペンチトール C5H7(OH)5  | L-アラビニトール                   | ペントース尿症患者の尿         |
| ペンチトール C5H7(OH)5  | キシリトール                       | キノコ、サクラソウの根         |
| ペンチトール C5H7(OH)5  | リビトール（アドニトール）         | リボフラビン                   |
| ヘキシトール C6H8(OH)6  | D-イジトール                       | ナナカマドの果汁               |
| ヘキシトール C6H8(OH)6  | ガラクチトール（ダルシトール）     | 紅藻、酵母                     |
| ヘキシトール C6H8(OH)6  | D-グルシトール（ソルビトール）     | ナナカマドの果汁、紅藻         |
| ヘキシトール C6H8(OH)6  | マンニトール                       | 褐藻類、椎茸                   |
| ヘプチトール C7H9(OH)7  | ボレミトール                       | キノコ、サクラソウの根、地衣類 |
| ヘプチトール C7H9(OH)7  | ペルセイトール                     | アボカド                       |
| オクチトール C8H10(OH)8 | D-エリトロ-D-ガラクト-オクチトール | アボカド                       |

## 主なシクリトール
- イノシトール
- クエルシトール